# Governo provvisorio francese del 1830
Il Governo provvisorio francese del 1830 è stato in carica dal 1º agosto al 2 novembre 1830, per un totale di 3 mesi e 2 giorni. Viene considerato il governo di passaggio dal periodo della Restaurazione a quello della Monarchia di luglio, in seguito all'omonima rivoluzione, che portò alla deposizione del ramo francese dei Borbone in favore del ramo cadetto degli Orléans.

## Cronologia
- 27 luglio 1830: la diffusione delle illiberali ordinanze di Saint-Cloud, volute dal sovrano Carlo X, portano allo scoppio della rivolta parigina detta dei "tre giorni gloriosi"
- 28 luglio 1830: i rivoltosi conquistano l'Hôtel de Ville, impadronendosi della città di Parigi
- 29 luglio 1830: re Carlo X e il suo governo lasciano la capitale per il Castello di Saint-Cloud; sorgono le divisioni tra i liberi in Parlamento tra chi vuole la deposizione dei Borbone (Talleyrand) e chi favorisce il compromesso (Royer-Collard)
- 30 luglio 1830: le truppe reali a Parigi, guidate dal generale Marmont, si ritirano nel Bois de Boulogne; nel frattempo i liberali talleyrandisti Thiers, Carrel e Mignet firmano su Le National un appello in favore del Luigi Filippo, Duca d'Orléans, come alternativa a Carlo X e alla repubblica. La sera stessa Thiers, assieme ad Ary Scheffer, incontra l'Orléans nella sua residenza di Neuilly[1]
- 31 luglio 1830: per arginare le trame di Talleyrand, viene creata a Parigi una "commissione municipale" di 7 membri, di fatto un governo provvisorio, composto da politici garantisti e sostenuta dai giornali;[2] lo stesso giorno il Duca d'Orléans entra nella capitale e s'insedia a Palais-Royal
- 1º agosto 1830: Orléans viene nominato luogotenente del reame dal gruppo liberale nel Parlamento, assumendo la presidenza del consiglio dei ministri
  - Lo stesso giorno, informato della situazione parigina, Carlo X lascia Saint-Cloud per il Castello di Rambouillet, dove incontra l'ambasciatore britannico Lord Stuart de Rothesay, che lo convince a confermare la luogotenenza dell'Orléans, che tuttavia la rifiuta per evitare compromessi con quello che ritiene un partito perdente[3]
- 2 agosto 1830: Orléans depone la commissione municipale e ufficializza i suoi medesimi ministri, sostituendo solamente il Victor de Broglie con Jean-Baptiste Jourdan[4]
  - Lo stesso giorno Carlo X, sperando di salvare la monarchia borbonica, abdica in favore del figlio Luigi, costringendolo ad abdicare a sua volta in favore del nipote decenne Enrico, Duca di Bordeaux, nella convinzione che la luogotenenza si trasformi in una reggenza del Duca d'Orléans[5]
- 3 agosto 1830: il Duca d'Orléans, suggerito dai suoi partigiani, pronuncia davanti al Parlamento l'atto di abdicazione di Carlo X e del Principe Luigi, notando però che quest'ultimo non ha specificato i termini dell'abdicazione in favore del nipote. Il cavillo viene abilmente sfruttato per preparare la deposizione della famiglia reale[6]
- 5 Agosto 1830: per evitare aggressioni a Carlo X, alla sua famiglia e alle sue proprietà, l'Orléans dispone il trasferimento dei reali a Cherbourg, sotto la protezione dell'ammiraglio Dumont d'Urville, in attesa della loro ufficiale deposizione ed esilio[N 2]
- 6 agosto 1830: vengono re-introdotti alcuni elementi della rivoluzione, come il tricolore, l'inno de La Marsigliese e il gallo come simbolo nazionale
- 7 agosto 1830: alla Camera dei pari, lo scrittore e diplomatico Chateaubriand denuncia i tentativi di usurpazione del Duca d'Orléans e si pronuncia in favore del Duca di Bordeaux;[8] ha inizio la spaccatura, in minor misura anche nel gruppo liberale, tra gli "Orléanisti", partigiani di una nuova monarchia costituzionale, e i "Legittimisti", fedeli ai Borbone e all'infrangibilità della tradizione monarchica
- 9 agosto 1830: il Duca d'Orléans viene ufficialmente eletto "Re dei Francesi" dal Parlamento, impedendo la successione del Duca di Bordeaux
- 11 agosto 1830: Luigi Filippo opera un rimpasto di governo, al fine di farvi partecipare tutte e tre le anime (repubblicana, liberale e "dottrinaria") che hanno partecipato alla rivoluzione di luglio
  - Dupont mantiene l'incarico, in rappresentanza dei repubblicani vicini a La Fayette
  - in rappresentanza della destra dottrinaria, siedono Guizot, Broglie e Périer
  - in rappresentanza della sinistra liberale, siedono Laffitte, il maresciallo Sébastiani e il principe Ferdinando
  - entrano e rimangono tecnici vicini al monarca, ovvero Dupin (avvocato del re), Bignon, Molé e Louis (vicino a Talleyrand)
- 14 agosto 1830: viene introdotta la nuova Costituzione, approvata dal Parlamento
- 25 settembre 1830: di fronte ai disordini, caldeggiati dai repubblicani, che agitano Parigi, il ministro dell'interno Guizot chiede un ritorno all'ordine, anche con l'uso della forza; la maggioranza si spacca tra i fautori della "resistenza" alla sedizione e quelli del "movimento", favorevoli alla democratizzazione delle istituzioni
- 27 settembre 1830: viene approvata dalla Camera dei deputati la creazione di un tribunale contro gli ex-ministri di Carlo X
- 8 ottobre 1830: viene approvata dal Parlamento l'abolizione della pena capitale, che tuttavia non viene ratificata dal sovrano
- 18 ottobre 1830: i partigiani repubblicani assediano il Castello di Vincennes, dove sono detenuti gli ex-ministri del governo Polignac, sotto la protezione del generale Pierre Daumesnil, che rifiuta di consegnarli alla giustizia sommaria della folla
- 1 novembre 1830: gli esponenti "dottrinari" chiedono la rimozione del prefetto di Parigi, il repubblicano Odilon Barrot, per la sua indifferenza verso le attività dei club anti-monarchici. Il ministro Dupont minaccia le dimissioni, portando Laffitte a proporsi come presidente del consiglio e intermediario tra governo e manifestanti
- 2 novembre 1830: in sovrano incarica Laffitte di formare un nuovo governo; Guizot e Broglie, riluttanti a servire in un suo governo, si dimettono assieme a Dupin, Périer, Molé e Louis.

## Consiglio dei ministri
Il governo, composto da 7 ministri (oltre al presidente del consiglio), vedeva inizialmente partecipi:
| Carica                                | Titolare | Titolare               | Partito      |  |
| ------------------------------------- | -------- | ---------------------- | ------------ |  |
| Presidente del Consiglio dei Ministri |          | Il Duca d'Orléans      | Nessuno      |  |
|                                       |          |                        |              |  |
| Ministro degli Affari Esteri          |          | Jean-Baptiste Jourdan  | Nessuno      |  |
| Ministro dell'Interno                 |          | François Guizot        | Dottrinario  |  |
| Ministro della Giustizia              |          | Jacques-Charles Dupont | Repubblicano |  |
| Ministro della Guerra                 |          | Étienne Maurice Gérard | Dottrinario  |  |
| Ministro della Marina                 |          | Henri de Rigny         | Dottrinario  |  |
| Ministro delle Finanze                |          | Joseph-Dominique Louis | Dottrinario  |  |
| Ministro della Pubblica Istruzione    |          | Édouard Bignon         | Dottrinario  |  |

L'11 agosto 1830 venne avviato un rimpasto di governo. I nuovi componenti del governo dopo il rimpasto furono:
- Agli Affari Esteri, Jean-Baptiste Jourdan venne sostituito da Louis-Mathieu Molé, leale al nuovo regime orléanista
- Alla Marina, Henri de Rigny venne sostituito da Horace Sébastiani, popolare Maresciallo di Francia ed eroe delle guerre napoleoniche
- All'Istruzione, Édouard Bignon venne sostituito da Victor de Broglie, figura chiave nell'elezione di Luigi Filippo
- Come ministri senza portafoglio, partecipano alle sedute del consiglio dei ministri il Principe reale ed erede Ferdinando, Casimir Périer, Jacques Laffitte, André Dupin e l'ex-ministro Édouard Bignon.